# 北极海鹦
北极海鹦（Fratercula arctica），亦称大西洋海鹦或普通海鹦，是海雀科海鹦属的一种海鸟，也是唯一原产于大西洋的海鹦物种。其近缘种花魁鸟与角海鹦则分布于太平洋东北区域。北极海鹦的繁殖地包括俄罗斯、冰岛、爱尔兰、不列颠群岛、挪威、格陵兰、纽芬兰与拉布拉多省、新斯科舍省以及法罗群岛，西至美国缅因州，东至法国沿海地区；该物种最常见于冰岛的韦斯特曼纳群岛。尽管其种群数量庞大、分布广泛，但近年来在部分地区的数量迅速下降，因此被国际自然保护联盟列为易危物种。在陆地上，北极海鹦呈现出典型的直立姿态，符合海雀科鸟类的特征；在海上，它们漂浮于水面，通过潜水捕食浮游生物、小型鱼类和螃蟹，并借助翅膀推进潜游。
北极海鹦的头顶与背部呈黑色，脸颊上有浅灰色斑块，身体与腹部呈白色。其宽阔且带有醒目红黑色斑块的喙和橙色的腿，与其羽毛颜色形成鲜明对比。冬季海上换羽期间，其鲜艳的面部特征会部分消失，至春季再度恢复。成鸟雄性与雌性在外貌上几无差异，雄性通常体型略大。幼鸟羽色与成鸟相似，但面颊上的斑块为深灰色，头部缺乏鲜艳的装饰色。其喙较细，呈深灰色，喙尖为黄褐色，腿与脚亦呈深色。北方种群的海鹦通常体型较大，被归为不同亚种。
北极海鹦在寒冷的北冰洋公海度过秋冬两季，直至晚春繁殖季伊始返回沿海地区。北极海鹦通常在海崖顶部的聚居地营巢，挖洞产下单颗白色的鸟卵。雏鸟主要以整鱼为食，生长迅速。大约六周后，雏鸟羽翼丰满，在夜间游向大海。它们游离海岸，在接下来的数年内不再回到陆地。北极海鹦的聚居群落往往位于没有陆地掠食者的岛屿上，但成鸟与刚离巢的雏鸟仍然面临海鸥与贼鸥空中袭击的威胁。有时，诸如短尾贼鸥或大黑背鸥之类的鸟会迫使一只嘴中衔满鱼的北极海鹦丢弃其所有猎物。
北极海鹦以其引人注目的外貌、色彩鲜艳的大喙、摇摇摆摆的步态以及富有趣味性的行为备受人们青睐，获有「海上小丑」或「海鹦鹉」等绰号。它也是加拿大纽芬兰与拉布拉多省的官方省鸟。

## 分类与命名
北极海鹦是鸻形目的一种海鸟，隶属于海雀科，该科还包括海鸠、普通海雀、扁嘴海雀、小海雀、海鹦及刀嘴海雀等类群。角嘴海雀与各类海鹦关系密切，共同组成了海鹦一族。北极海鹦是海鹦属中唯一分布于大西洋的物种，此外的花魁鸟与角海鹦都分布于太平洋东北部，后者与北极海鹦在亲缘关系上最为接近。
北极海鹦的属名源自中世纪拉丁语，意为「修士」，言指其羽色黑白相间，类似修道士的长袍。种加词表示其分布在北方，来源于希腊语（arktos），意为「熊」，指的是北方星座大熊座。通俗名「puffin」一词，原意为「膨胀的」，最初并非指向本物种，而是用于描述与之并无亲缘关系的普通鹱之幼鸟的肥腻腌制肉品，该鸟在17世纪被称作「Manks puffin」，其中「puffin」一词来自盎格鲁-诺曼语，中古英语写作「pophyn」或「poffin」，用以指代腌制后的胴体。而以「puffin」一词指代北极海鹦，则较为晚近，可能缘自其筑巢习性与普通鹱相似。1768年，英国博物学家托马斯·彭南特正式用「puffin」一词指称北极海鹦。尽管该物种有时也被称作「Common puffin」（中文：普通海鹦），但「Atlantic puffin」是世界鸟类学家联合会所推荐使用的标准英文名称。
北极海鹦通常被划分为以下三个亚种：
- Fratercula arctica arctica
- Fratercula arctica grabae
- Fratercula arctica naumanni

这三者之间唯一的形态学差异在于体型大小，其体长、翼展以及喙的大小均随着纬度的升高而增加。例如，冰岛北部的海鹦（亚种F. a. naumanni）体重约为650克（1磅7盎司），翼展186 mm（75⁄16英寸）；而法罗群岛的海鹦（亚种F. a. grabae）体重约为400克（14盎司），翼展158 mm（61⁄4英寸）。来自冰岛南部的海鹦（亚种F. a. arctica），其体型介于前两者之间。恩斯特·迈尔则认为，这种体型差异属于边缘种群中典型的渐变现象，不应当被划分成不同亚种。

## 外貌描述

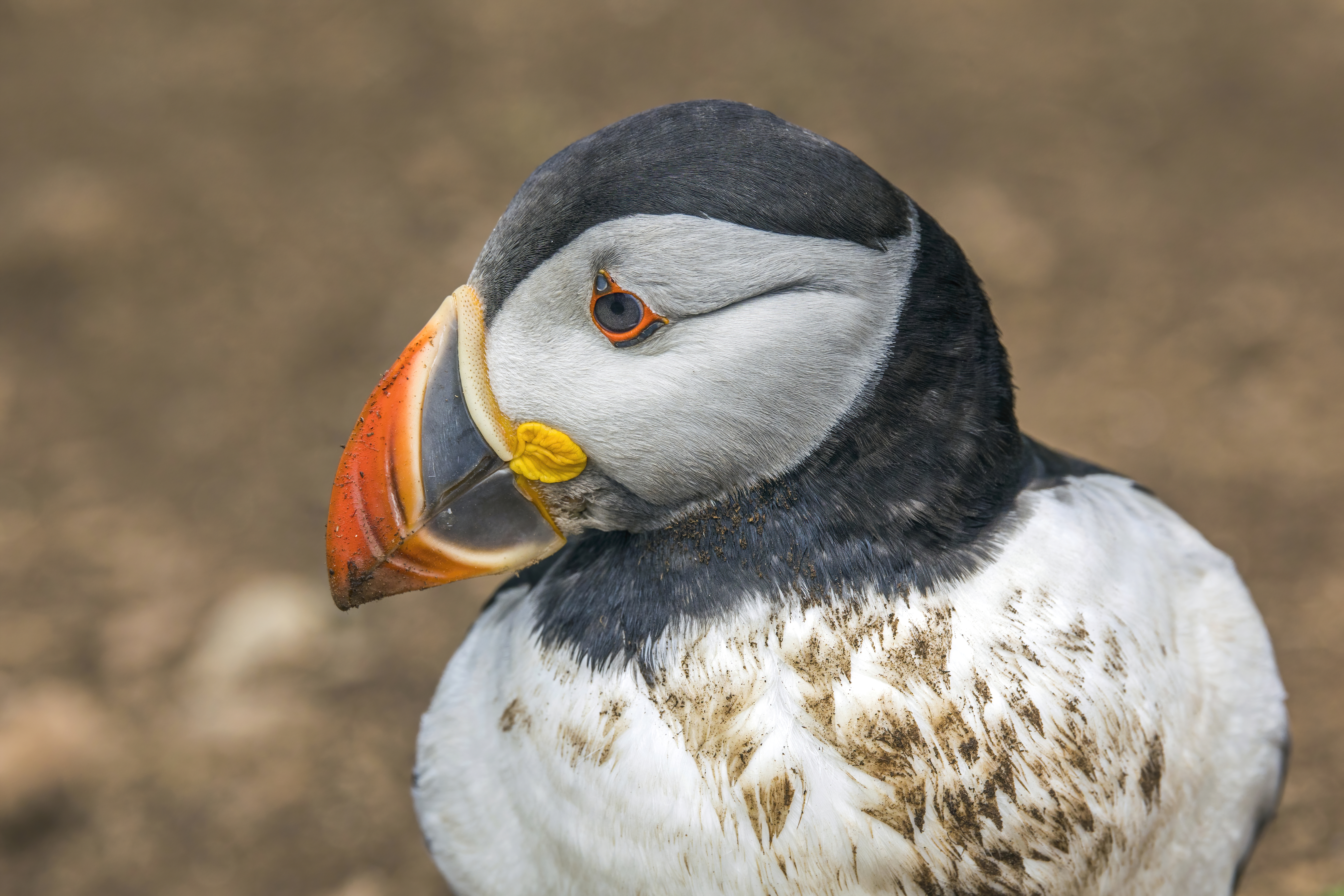
在繁殖季，北极海鹦成鸟的喙色变得鲜艳

北极海鹦体型健壮，颈部粗短，翅膀与尾部亦短小。从粗大的喙尖算起，直至圆钝的尾端，其体长约为28至30 cm（11至12英寸），翼展则为47至63 cm（19至25英寸），站立时高约20 cm（8英寸）。雄鸟通常略大于雌鸟，但两者羽色相同。其额部、头顶及颈背呈亮黑色，背部、翅膀及尾羽亦为黑色。颈部与喉部有宽阔的黑色项圈环绕，头部两侧各有一块大型的菱形浅灰色面斑，这些斑块向后逐渐变细，几乎在颈背汇合。由于头部的特殊形状，北极海鹦从眼睛到每片面斑的后缘都有一条褶皱，看起来像一道道灰色条纹。其眼睛形状近似三角形，因为上方有一小块蓝灰色角质皮肤，下方则有一块矩形斑块。虹膜呈棕色或深蓝色，眼周围绕着红色的眶环。北极海鹦的下体，包括胸部、腹部与尾下覆羽在内，皆为白色。至繁殖季末期，黑色羽毛可能会失去光泽，甚至略带棕色。北极海鹦双腿短小，位于身体后部，使其得以在陆地上保持直立姿态。其双腿与大蹼均为亮橙色，与锋利的黑色脚爪形成鲜明对比:19–23。
北极海鹦拥有独一无二的喙。从侧面观察，其喙宽大，呈三角形，从上方观察则显得较为狭窄。喙的尖端部分为橙红色，靠近头部的一端则为板岩灰色，两端的交界处是一道黄色的「人」字形脊线。喙基还有一条黄色的肉质带，在上下颌骨的交接处有一块起皱的黄色玫瑰状肉质结构。喙的具体大小比例随着鸟龄而变化：雏鸟的喙在长度上已与成鸟齐等，但宽度尚且不及。随着时间推移，鸟喙不断加厚，其上缘弯曲，基部也会出现明显的弯折。随着年龄增长，其喙的红色部分可能会生出一条或多条沟槽:19–23。北极海鹦的咬合力很强。

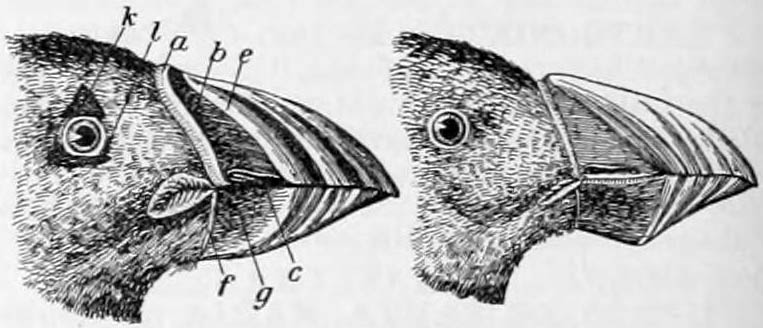
北极海鹦在繁殖季（左）和换羽后（右）喙与眼睛的外观，标有字母的部分会在换羽中脱落

北极海鹦代表性的亮橙色喙板及其他面部特征在春季逐渐发育而成。到繁殖季结束时，这些特殊的角质覆盖物和附属结构会在局部换羽过程中脱落，使得其喙缩小，喙尖的颜色也不再鲜亮，喙基则呈现出更深的灰色。同时，其眼饰也会脱落，眼睛的形状显得更加匀圆。此时，其头部和颈部生出新羽，面部的颜色进一步加深。北极海鹦在冬季的羽毛状貌很少被人类观察到，因为它们一旦育雏完毕，便会返回海上生活，直至下一年的繁殖季才会再次回到陆地上。北极海鹦幼鸟羽色与成鸟相似，但整体色调更暗淡，面部为深灰色，喙尖与腿部呈黄棕色。在离巢之后，它们会自行游向海洋，在接下来的数年内都不再回到陆地。在此期间，它们的喙会逐年增宽，面部斑块会逐渐变浅，腿部与喙的颜色也会变得更为鲜艳:19–23 。
北极海鹦以直线路径飞行，高度通常在海面上方约10（35英尺），比其他大多数海雀飞得更高。它们主要依靠蹼足高效地划水前行，极少腾空飞行:43。在海上栖息时，北极海鹦通常都很安静，偶尔会在飞行时发出柔和的咕噜声。在繁殖地，它们也少有声响，但会在洞穴内发出一种低沉的咆哮声，类似电锯启动的声音。

## 物种分布
北极海鹦生活在北大西洋的寒冷海域，繁殖范围包括欧洲西北海岸、北极边缘地带以及北美东部地区。全球超过90%的北极海鹦分布在欧洲（大约有447万至578万对，约合955万至1160万只成年个体），其中仅冰岛一地就栖息着约占全球60%的北极海鹦种群。西大西洋最大的海鹦集落位于加拿大纽芬兰与拉布拉多省圣约翰斯以南的威特莱斯湾生态保护区，估计有超过26万对繁殖个体。其他主繁殖地还包括：挪威北海岸与西海岸、法罗群岛、设得兰与奥克尼群岛、格陵兰岛西海岸，以及纽芬兰岛沿海。此外，在不列颠群岛的其他地区、俄罗斯摩尔曼斯克地区、新地岛、斯匹次卑尔根群岛、加拿大拉布拉多与新斯科舍省，以及美国缅因州等地，也发现了规模较小的群落。相比于大陆，北极海鹦更多以岛屿作为繁殖地:24–29。
北极海鹦的海上栖息区遍布北大西洋，包括北海，甚至可能延伸至北极圈。其夏季栖息区向南延伸至法国北部与美国缅因州。冬季的活动范围则可南达地中海及北卡罗来纳州。这些辽阔的栖息海域覆盖面积达15—30 × 106平方（6—12 × 106平方英里），平均每只海鹦拥有超过1平方公里的活动空间，因此它们在海上的活动很难被人类观察到:30。缅因州的科研人员曾尝试在海鹦腿上安装光敏地理定位仪以追踪它们的活动轨迹。这类设备可以记录地理位置信息，但必须重新捕获这些海鹦才能获取数据，这是一项艰巨的任务。曾有一只海鸟在8个月内飞越了7,700（4,800英里）的海域，先向北徙至拉布拉多海北部，后又转向东南穿越大西洋中部，最终返回陆地。
对于北极海鹦这种寿命较长、每窝产卵数极少的鸟类而言，成鸟的存活率是决定种群能否持续繁衍的关键因素。统计显示，在未返回繁殖地的环志海鹦中，仅有约5%的个体是在繁殖季期间失踪的，其余均系在夏季离开陆地至次年春季回归期间在海上失踪。北极海鹦在广阔的公海上过冬，且不同繁殖地的个体倾向于分布在不同海域。关于它们在海上的行为与饮食，人们目前所知甚少，既有研究未发现北极海鹦的死亡率与海洋环境因素（如水温变化）之间存在任何关联。冬夏两季觅食的难易可能影响它们的生存，因为入冬之前条件较差的个体存活率更低。

## 行为特征
同许多海鸟一样，北极海鹦一年中的大部分时间都在公海上度过，仅在繁殖季才会返回沿海地区。北极海鹦是群居性鸟类，通常在大型聚居地成群繁殖。

### 海上生活
北极海鹦在海上过着相对独居的生活。人们对它们这一阶段的行为所知甚少，因为想在辽阔的海洋中定位任何一只个体都是极具挑战性的任务。北极海鹦在海面上如软木塞一般上下漂浮，它们用强劲的脚蹼推进前行，并始终保持面朝迎风方向，即使休息或似乎入睡时也不例外。北极海鹦每天都要花大量时间梳理羽毛，并用尾脂腺分泌的油脂涂抹羽面，这使得它们的绒羽层始终保持干燥，起到了良好的防水保暖作用。同其他典型海鸟一样，北极海鹦的背部羽毛为黑色，腹部羽毛为白色，呈反影伪装。在这种伪装下，它们的黑背与深色海面融为一体，白腹又与明亮的天空背景一色，空中与水下的捕食者都不容易发现它们，从而同时降低了来自这两方面的威胁:30–43。
北极海鹦起飞时，会先快速拍打两翅，并在水面上「助跑」一段距离，然后方才升空:30–43。为了同时适应空中飞行与水下潜游的需要，北极海鹦进化出了一对特别的翅膀。相较于体重而言，翅膀面积相对较小。因此它们在空中必须以每秒数次的频率快速拍打翅膀才能维持飞行。北极海鹦以直线低空飞行，速度可达80每小時（50英里每小時）。它们在降落时则稍显笨拙，要么撞上浪尖，要么在平静水面上以腹部着水的方式降落。在海上生活期间，北极海鹦每年都会换羽。陆地鸟类一次通常只更换一对初级飞羽，以确保能在换羽期间继续飞行；而北极海鹦则一次性脱换全部初级飞羽。这使得它们在换羽期间完全丧失飞行能力，这种状态一般持续一到两个月。换羽通常发生在每年1月至3月，幼鸟的换羽时间可能稍晚一些:30–43。